# تاهال
بلدية تاهال (بالإسبانية: Tahal)‏, هي بلدية تقع في مقاطعة المرية. جنوب شرق إسبانيا. يبلغ عدد سكانها 383 نسمة.

## وصلات خارجية
- (بالإسبانية)